# 反射屈折望遠鏡
反射屈折望遠鏡またはカタディオプトリック式望遠鏡（Catadioptric telescope ）はレンズと鏡を組み合わせた反射屈折光学系の望遠鏡である。
カタディオプトリックは Catoptric（「反射光学の」） と Dioptric（「屈折光学の」）の合成語である。ベースとなる光学系と補正レンズの組み合わせによって様々な方式のものが考案されている。

## シュミット式望遠鏡

シュミット式望遠鏡

ベルンハルト・シュミットによって発明された。球面主鏡を用い、対物側に高次非球面の補正レンズを置いて球面収差やコマ収差を除去した形式の望遠鏡である。シュミットカメラと呼ばれることも多い。

## ライトシュミット式望遠鏡
シュミット式望遠鏡の像面湾曲、鏡筒が長いなどの欠点を軽減しようと考えられた形式の望遠鏡である。

## シュミットカセグレン式望遠鏡

シュミットカセグレン式望遠鏡

カセグレン式望遠鏡の放物面主鏡と双曲面副鏡をともに球面鏡で代用して研磨を容易にした形式の望遠鏡である。球面鏡を用いたことによって生じる収差はシュミット式望遠鏡と同様の高次非球面の補正レンズによって低減する。比較的安価に大口径のものが製作でき、またコンパクトな形になるので市販品も多く作られている。

## マクストフカセグレン式望遠鏡

マクストフ・カセグレン式望遠鏡

シュミットカセグレン式望遠鏡のシュミット式補正レンズの代わりにメニスカスレンズを補正レンズとした形式の望遠鏡である。主鏡・副鏡ともに球面で製作できるため、コストが安くなり、かつ精度を高く作れる。副鏡はメニスカスレンズの中央部をメッキして代用することが多い。最近ではさらに設計の自由度を増やし、よりよく収差を補正するために、副鏡をメニスカスレンズから独立させたものもある。

## シュミットニュートン式望遠鏡

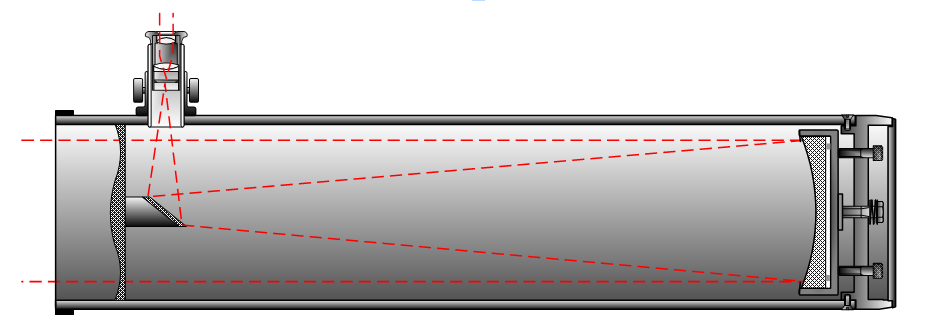
シュミットニュートン式望遠鏡

ニュートン式望遠鏡と同様の光学系で、放物面鏡の代わりに量産性に優れた球面鏡を使用し、球面収差を開口部のシュミット補正板で補正する形式の望遠鏡である。

## マクストフニュートン式望遠鏡
ニュートン式望遠鏡と同様の光学系で放物面主鏡の代わりに量産性に優れた球面主鏡を使用し、開口部にマクストフカセグレン式望遠鏡と同様のメニスカスレンズがある形式の望遠鏡である。

## ベーカーナンシュミット式望遠鏡

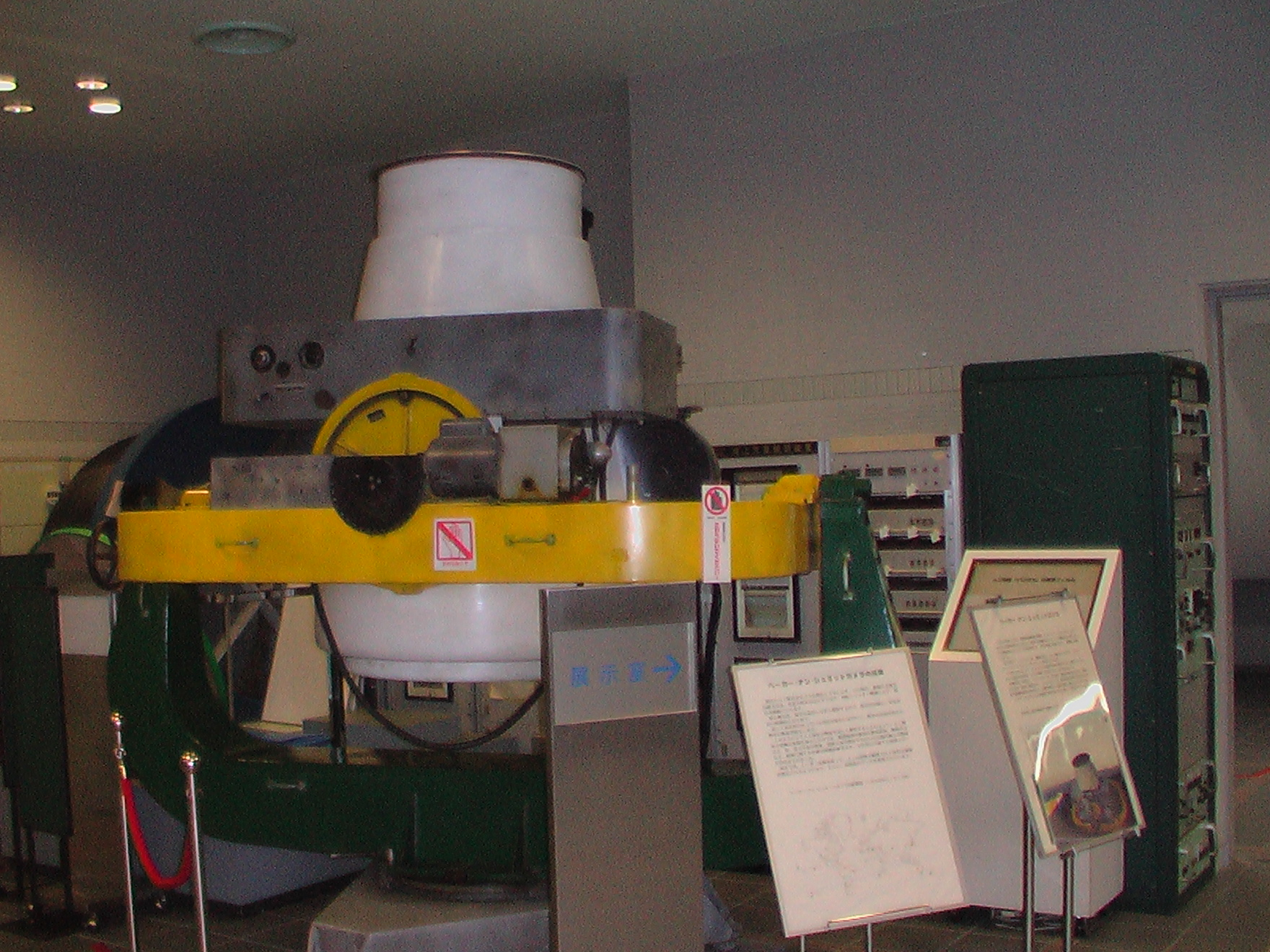
堂平観測所で人工衛星の観測に使用されたベーカー・ナン・カメラ(現在は姫路科学館にて展示)

シュミット式望遠鏡の補正板の代わりに3枚の補正板を開口部に備える形式である。高視野角での観測に適する。1958年にスミソニアン天体物理観測所によって人工衛星の追尾のために全世界に12台が設置され、その中の1台は三鷹市の東京天文台に設置され、1968年に堂平観測所（現ときがわ町星と緑の創造センター）に移設された。

## 準リッチー・クレチアン式望遠鏡
リッチー・クレチアン式望遠鏡に補正レンズを加えカタディオプトリック式とした望遠鏡である。